# IC 396
IC 396 је спирална галаксија у сазвјежђу Жирафа која се налази на листи објеката дубоког неба у Индекс каталогу.
Деклинација објекта је + 68° 19' 23" а ректасцензија 4h 57m 58,8s. Привидна величина (магнитуда) објекта IC 396 износи 12,2 а фотографска магнитуда 13,1. Налази се на удаљености од 14,4 милиона парсека од Сунца. IC 396 је још познат и под ознакама UGC 3203, MCG 11-7-2, CGCG 306-7, IRAS 04527+6814, CGCG 307-1, KCPG 104, PGC 16423.